# Amamanganops
Amamanganops is een spinnengeslacht in de familie van de Selenopidae. 
Amamanganops werd in 2011 beschreven door Crews & Harvey.

## Soort
Amamanganops is monotypisch en omvat enkel de soort Amamanganops baginawa.